# Emil Thorelius
Emil Fredrik Thorelius, född 8 juni 1859 i Botilsäters socken, död 15 februari 1921 i Uppsala, var en svensk läkare.
Emil Thorelius var son till prosten Fredrik Thorelius och Anna Emilia Hesselroth. Han avlade mogenhetsexamen i Karlstad 1880 (samtidigt med skalden Gustaf Fröding), medicine kandidatexamen vid Uppsala univeristet 1896 och medicine licentiatexamen vid Karolinska institutet  i Stockholm 1902. Efter läkarförordnanden vid lasaretten i Kristianstad och Falköping var han från 1903 praktiserande läkare i Forshaga i Värmland samt dessutom från 1905 läkare vid Karlstad–Munkfors Järnväg och bruksläkare vid Forshaga och Klarafors. Thorelius var en skicklig läkare med en religiös förankring, med en stark rättskänsla och impulsiv läggning. I Uppsala lämnade han tillfälligt studierna för att ingå i Frälsningsarmén, och han deltog i dess möten och avlade vittnesbörd i "Arken", vilket föranledde en debatt i tidningspressen 1886. Han gick till skarp kritik mot helbrägdagörelsepredikanten Fredrik August Boltzius och hans krets i skriften "'Boltzianismen', skandinavisk kulturbild" (1888). Som yngre var Emil Thorelius en intresserad idrottsman, särskilt simmare. Genom åren räddade han flera personer från att drunkna. Vintern 1895-96 debatterade han hur man bäst räddar sig upp ur en vak, den numera vedertagna "framlängesmetoden", vilken han även demonstrerade inför publik. Då Thorelius i Forshaga ostentativt tog arbetarnas parti i deras kamp för föreningsrätten 1905, avskedades han som bruksläkare, men återanställdes, då arbetarna vägrade anlita en annan läkare. Det på sin tid omtalade "Grava-bråket" 1910-1920 bottnade i konflikter mellan å ena sidan Emil och hans bror Torsten Thorelius, å andra sidan deras fars efterträdare som kyrkoherde i Grava socken, Albin Rune. 1926, fem år efter Emil Thorelius' död och i samband med att en minnessten restes vid hans grav, utgavs en minnesskrift över honom, med Gustaf Magnus Sandin som redaktör. I litteraturen har Thorelius förekommit som figur vid flera tillfällen. I Johan Viktor Palmqvists "'Ljus över landet', kulturbilder från 1900-talets Sverige" (1938) handlar kapitlet "Bergabråket" om Gravabråket, Thorelius-bröderna kallas där "Borell". Under sitt eget namn blev Emil Thorelius romanfigur i Lars Anderssons "Bikungskupan" (1982), och seriefigur i David Liljemarks "Boltzius" (2009). Den senare boken innehåller, utöver en "dramadokumentär" serieroman, det desto längre avsnittet "Boltzius och hans tid - kulturhistoriska anteckningar om serieromanens verklighetsbakgrund". Däri finns åtskilliga fakta om Emil Thorelius, även så i Liljemarks uppföljare, "Boltzius Vol. 2 - Kompletteringar till boken" (2013). 2014 återutgavs "'Boltzianismen', skandinavisk kulturbild" i utökad nyupplaga, inklusive ytterligare bonus såsom G.M. Sandins minnesskrift från 1926 samt ett förord av Liljemark. 2024 utgavs den senares "Boltzius - En opera i två akter: Libretto och kommentarer till demoversionen", där Thorelius förekommer som rollfigur i akt 2.